# Central megye
Central egy megye Paraguayban. Székhelye Areguá.

## Földrajz
Az ország délnyugati részén található. Megyeszékhely: Areguá. Részben területén található az Ypacaraí-tó.

## Települések
19 szervezeti egységre oszlik:
1. Areguá
2. Capiatá
3. Fernando de la Mora
4. Guarambaré
5. Itá
6. Itauguá
7. Juan Augusto Saldívar
8. Lambaré
9. Limpio
10. Luque
11. Mariano Roque Alonso
12. Ñemby
13. Nueva Italia
14. San Antonio
15. San Lorenzo
16. Villa Elisa
17. Villeta
18. Ypacaraí
19. Ypané